# 士武郎
士武郎（サムラン、Samurang）は世界海東剣道連盟（World Haidong Gumdo Federation）などが主張する侍の起源。士武郎は高句麗の戦士で、その一部が日本に渡り後に侍になったとされる。現在の韓国語で男性の戦士を「戦士」が「サ(サム)」男性が「レンイ(ラン)」と音読みできることから、韓国の歴史家李寧煕は士武郎が日本の白鳳時代に移住したと主張している。